# Canoa/kayak ai Giochi della XV Olimpiade - C1 10000 metri maschile
La competizione del C1 10000 metri di Canoa/kayak ai Giochi della XV Olimpiade si è disputata il giorno 28 luglio 1952 al bacino del Taivallahti a Helsinki.

## Programma
| Data           | Ora   | Round  |
| -------------- | ----- | ------ |
| 27 luglio 1952 | 18:10 | Finale |

## Risultati
| Pos.    | Atleta          | Nazione          | Tempo     |
| ------- | --------------- | ---------------- | --------- |
| Oro     | Frank Havens    | Stati Uniti      | 57'41"1   |
| Argento | Gábor Novák     | Ungheria         | 57'49"2   |
| Bronzo  | Alfréd Jindra   | Cecoslovacchia   | 57'53"1   |
| 4       | Bengt Backlund  | Svezia           | 59'02"8   |
| 5       | Norman Lane     | Canada           | 59'26"4   |
| 6       | Jarl Fagerström | Finlandia        | 59'45"9   |
| 7       | Franz Johannsen | Germania         | 1:00'26"5 |
| 8       | Robert Boutigny | Francia          | 1:01'15"2 |
| 9       | Gerald Marchand | Gran Bretagna    | 1:02'21"7 |
| 10      | Pavel Charin    | Unione Sovietica | 1:03'03"2 |